# Санитарная авиация

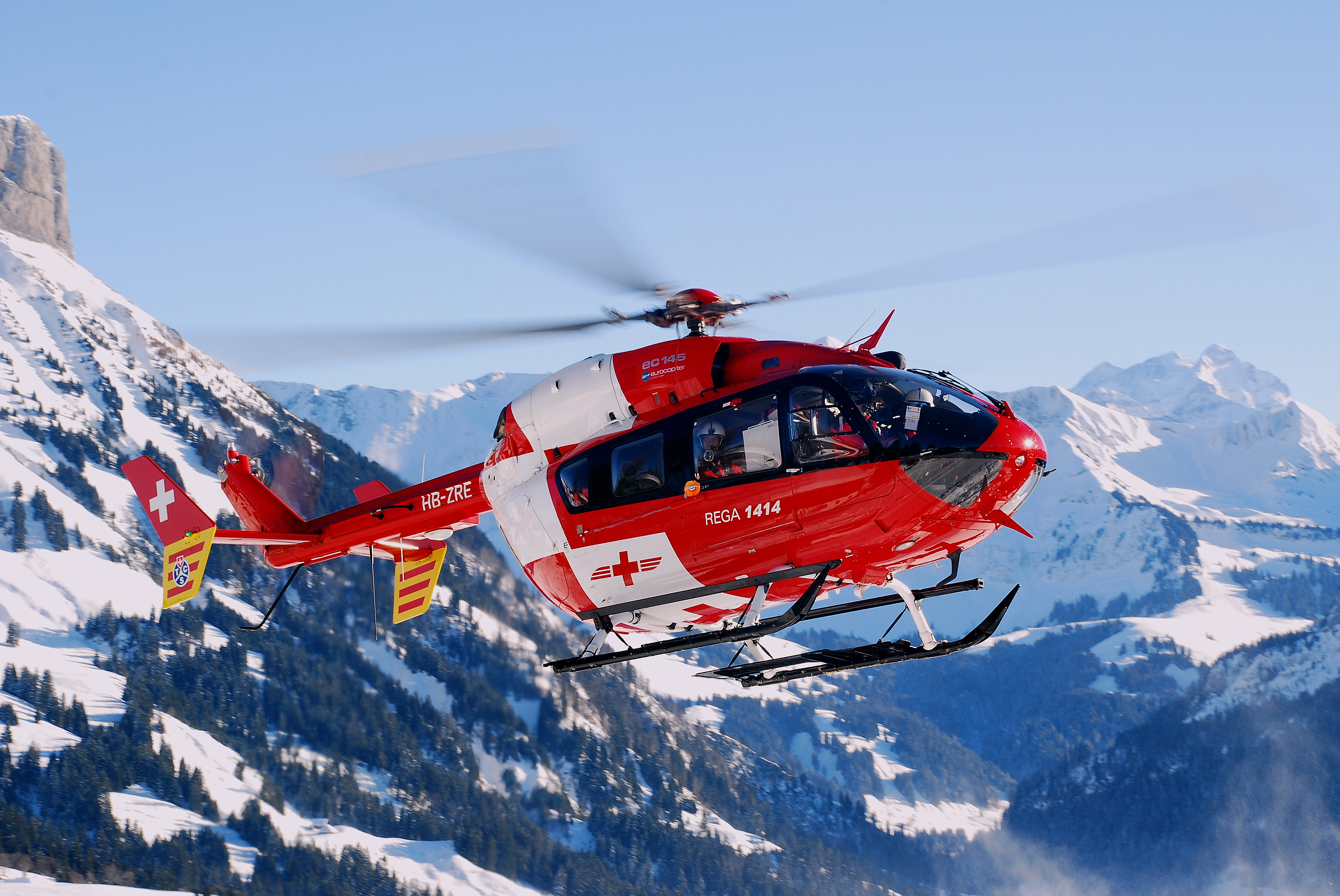
Вертолёт EC145 службы спасения Rega в Швейцарских Альпах

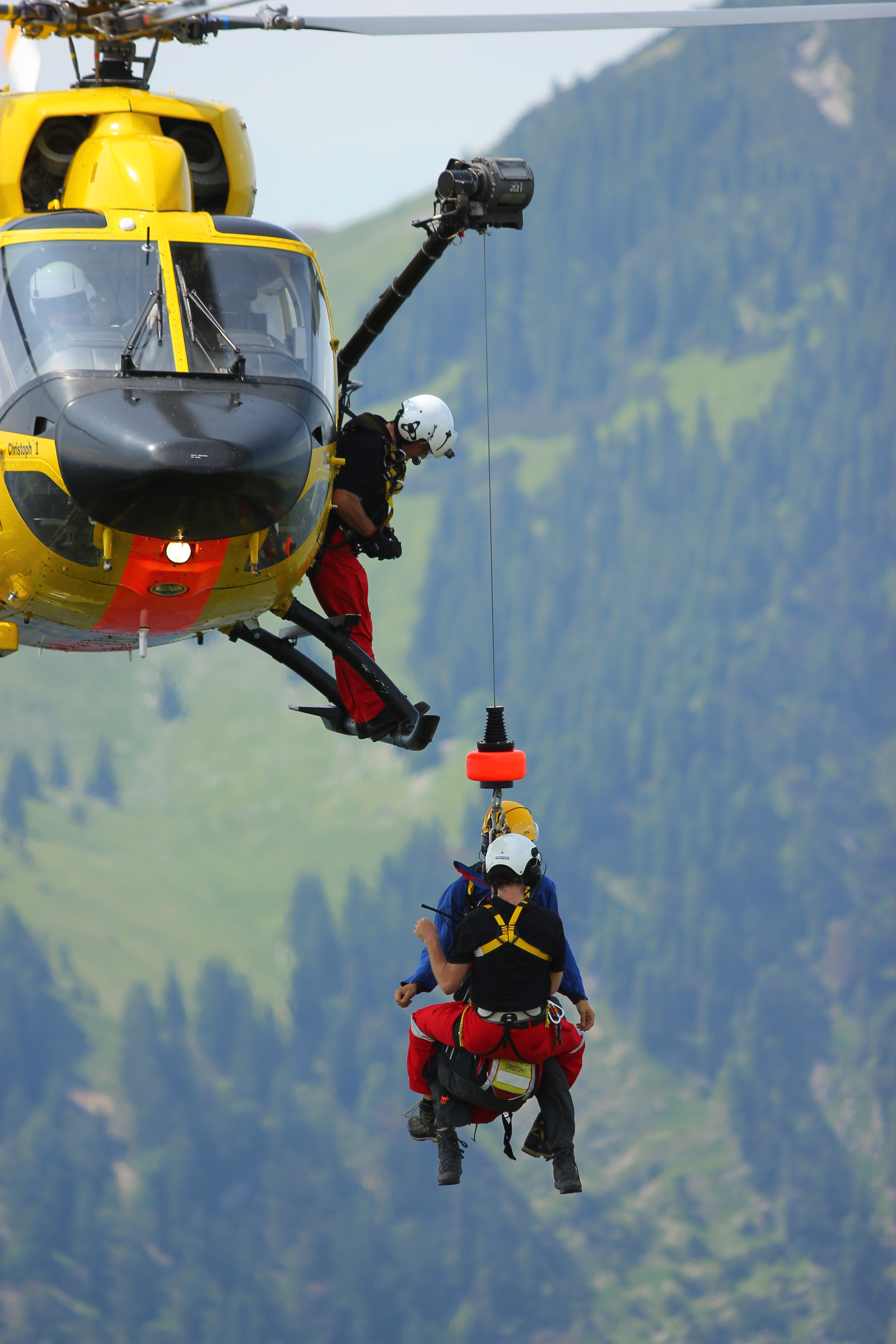
Спасение человека в горах Шлирзее в Мангфальском хребте, Бавария

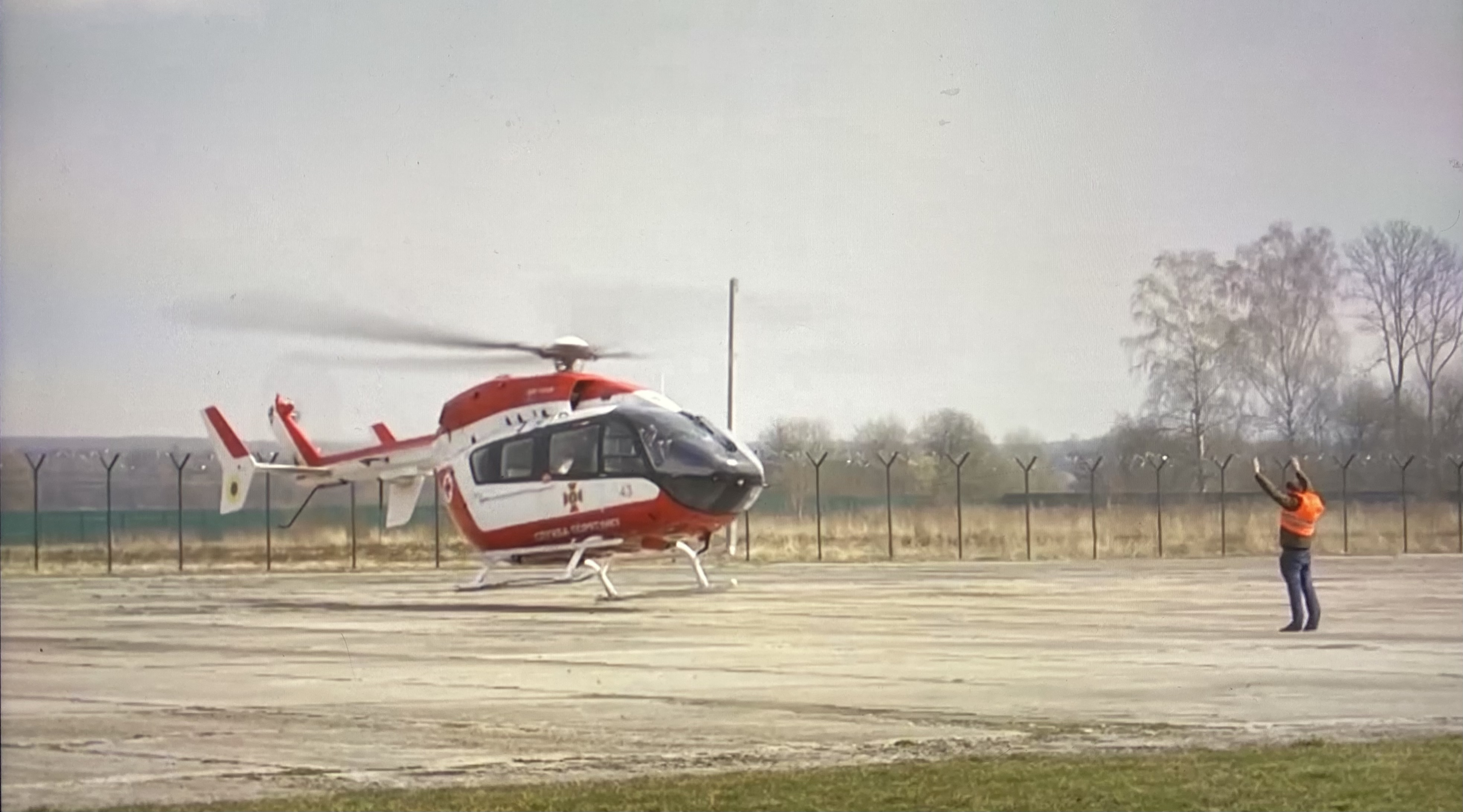
Вертолёт Украинской службы спасения Airbus H135

Санита́рная авиа́ция — авиация, предназначенная для оказания экстренной медицинской помощи в условиях плохой транспортной доступности или большой удалённости от медицинских учреждений, в поиске и спасении воздушных судов и пассажиров, терпящих бедствие, а также для быстрой транспортировки больных и пострадавших, когда этого требует тяжесть их состояния.

## История возникновения
Санитарная авиация возникла в период после Первой мировой войны. Уже в 1930-е годы в СССР проектировались и строились санитарные разновидности самолётов (Ш-2, К-3 и др.), были выработаны основные требования к оснащению воздушного судна и его лётным качествам. Во время Второй мировой войны санитарная авиация получила повсеместное распространение и использовалась многими воюющими сторонами, хотя и в небольших масштабах.
Пик развития санитарной авиации пришёлся на вторую половину XX века. В это время широкое распространение получили вертолёты, а значит появилась возможность посадки воздушного судна там, где ранее это не представлялось возможным — например, на небольшой поляне у дома лесника или на вертолётной площадке по соседству с больничным корпусом. Увеличилась грузоподъёмность самолётов, при этом салон получил герметичность, что позволило брать больше больных на борт и перевозить их с большими удобствами.

## Развитие санитарной авиации

### В СССР и России

#### В СССР

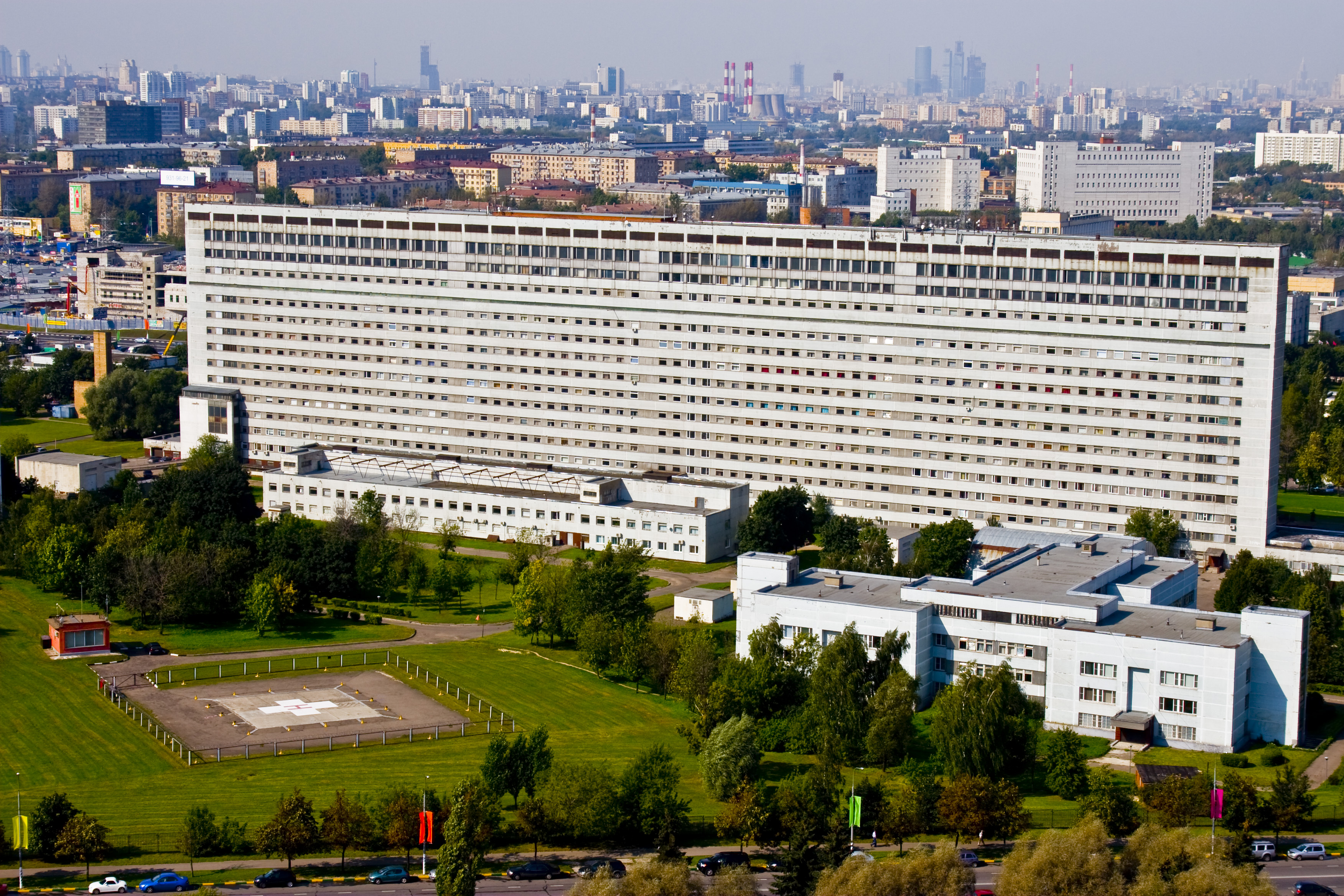
Вертодром на территории городской клинической больницы № 7, г. Москва

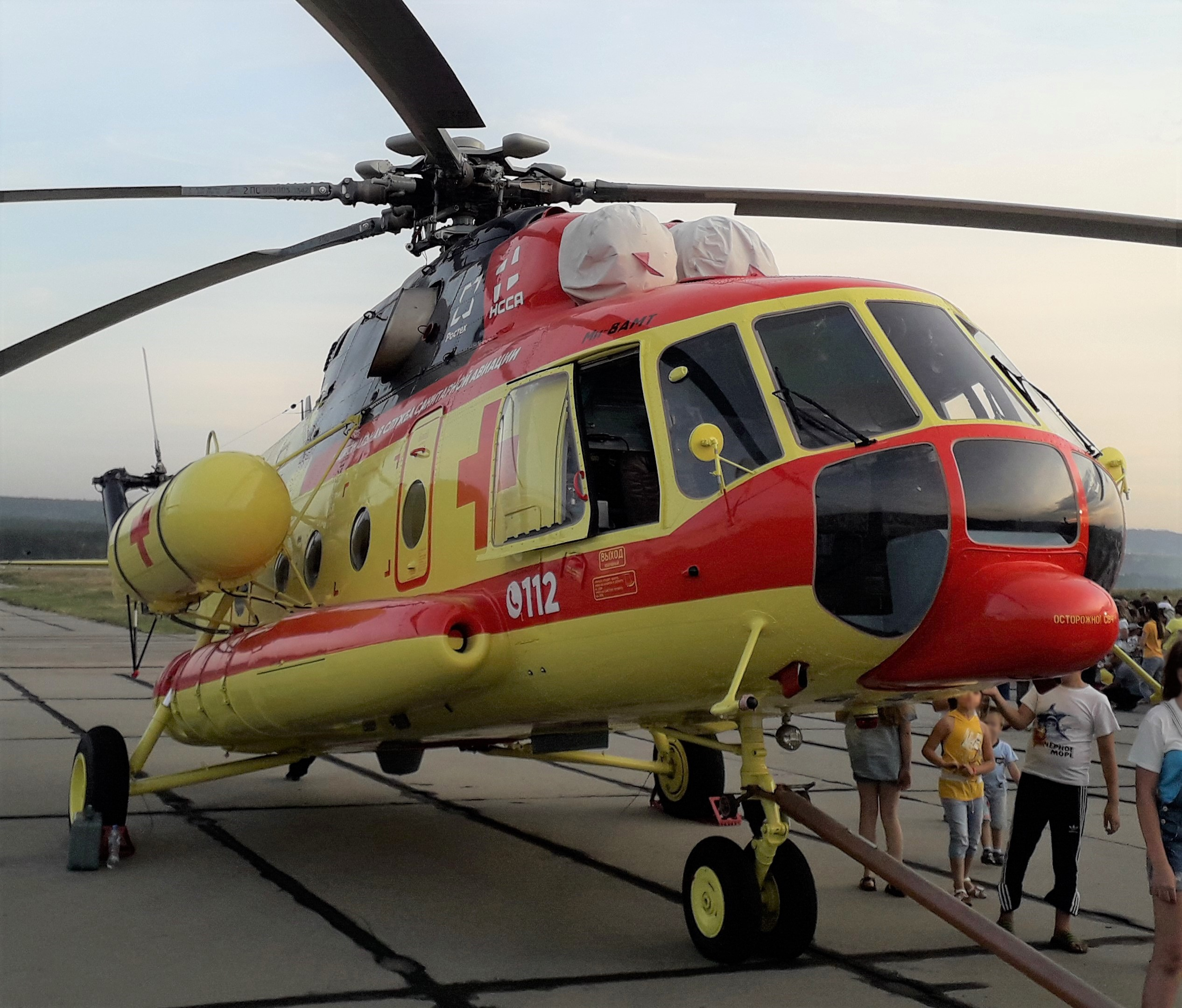
Санитарный вертолёт Ми-8АМТ

Создание в СССР санитарной авиации было инициировано в 1925 году Обществом Красного Креста и Красного Полумесяца СССР.
В 1937 году санитарная авиация была передана из ведения Наркомздрава СССР в ведение ГУ ГВФ при СНК СССР, однако в 1963 году вновь выведена в состав министерства здравоохранения. При многих больницах были созданы отделения экстренной и плановой консультативной помощи. Врачи этих отделений и составляли бригады санитарной авиации. К 1968 году в СССР насчитывалось 164 больницы, к которым были приписаны самолёты и вертолёты санитарной авиации. В распоряжении медиков были самолёты Ан-2, Ан-28, Л-410, Ту-104, вертолёты Ми-2.

#### В Российской Федерации
В марте 1992 года при министерстве Гражданской авиации России был сформирован центральный аэромобильный спасательный отряд (ЦАМО). В тесном сотрудничестве с МЧС России этот отряд выполнял санитарные перевозки вплоть до 1994 года. В 1994 году МЧС приступило к формированию собственного парка воздушных судов, в том числе и санитарной авиации. Почти сразу после формирования аэромобильного отряда МЧС его санитарная авиация прошла проверку в условиях реальной спасательной операции — шла эвакуация пострадавших при землетрясении в Нефтегорске в город Оха.
В штатный состав авиации МЧС входят вертолётное звено ЦАМО и четыре отдельных вертолётных отряда региональных центров МЧС России.
Отдельные авиагруппы имеются и непосредственно в медицинских учреждениях. Например, два вертолёта Ка-226, оборудованные медицинскими модулями, эксплуатируются Оренбургской областной клинической больницей, большой отряд санитарной авиации есть в распоряжении у Красноярской краевой клинической больницы, Республиканской клинической больницы Татарстана.
В Российской Федерации существует единая система поиска и спасания терпящих или потерпевших бедствие воздушных судов всех видов авиации, их пассажиров и экипажей, поиска и эвакуации космонавтов и спускаемых космических объектов или их аппаратов с места посадки. В состав единой системы входят органы, службы, авиационные силы и средства поиска и спасания, находящиеся в постоянной готовности к поиску и оказанию экстренной медицинской помощи потерпевших бедствие воздушных судов всех видов авиации, их пассажиров и экипажей.
В Российской Федерации санитарная авиация является одним из видов авиационных работ (оказание медицинской помощи), согласно п. 1 ст. 114 Воздушного кодекса Российской Федерации N 60-ФЗ от 19.03.1997 г.

##### В Москве и Московской области
В Москве действует Московский авиационный центр («МАЦ»), одно из подразделений ГУ ГОЧС г. Москвы, которому принадлежит санитарная авиация в Москве. Вертолеты Eurocopter EC145 базируются на аэродроме в Остафьево. Площадка для дежурства находится на территории 15-й Городской клинической больницы. Площадки для посадки вертолёта имеются на территориях НИИСП им Н. В. Склифосовского, 15-й, 7-й, 20-й, 36-й, 71-й городских больниц, детских городских больниц (Тушинской ДГКБ, ДГКБ № 9 им. Г. Н. Сперанского и крайне редко используемая площадка на крыше НИИ НДХТ). Пилоты — сотрудники МАЦ, врачи-реаниматологи — сотрудники МАЦ и Научно-практического центра экстренной медицинской помощи г. Москвы (ЦЭМП) — территориального центра медицины катастроф г. Москвы.

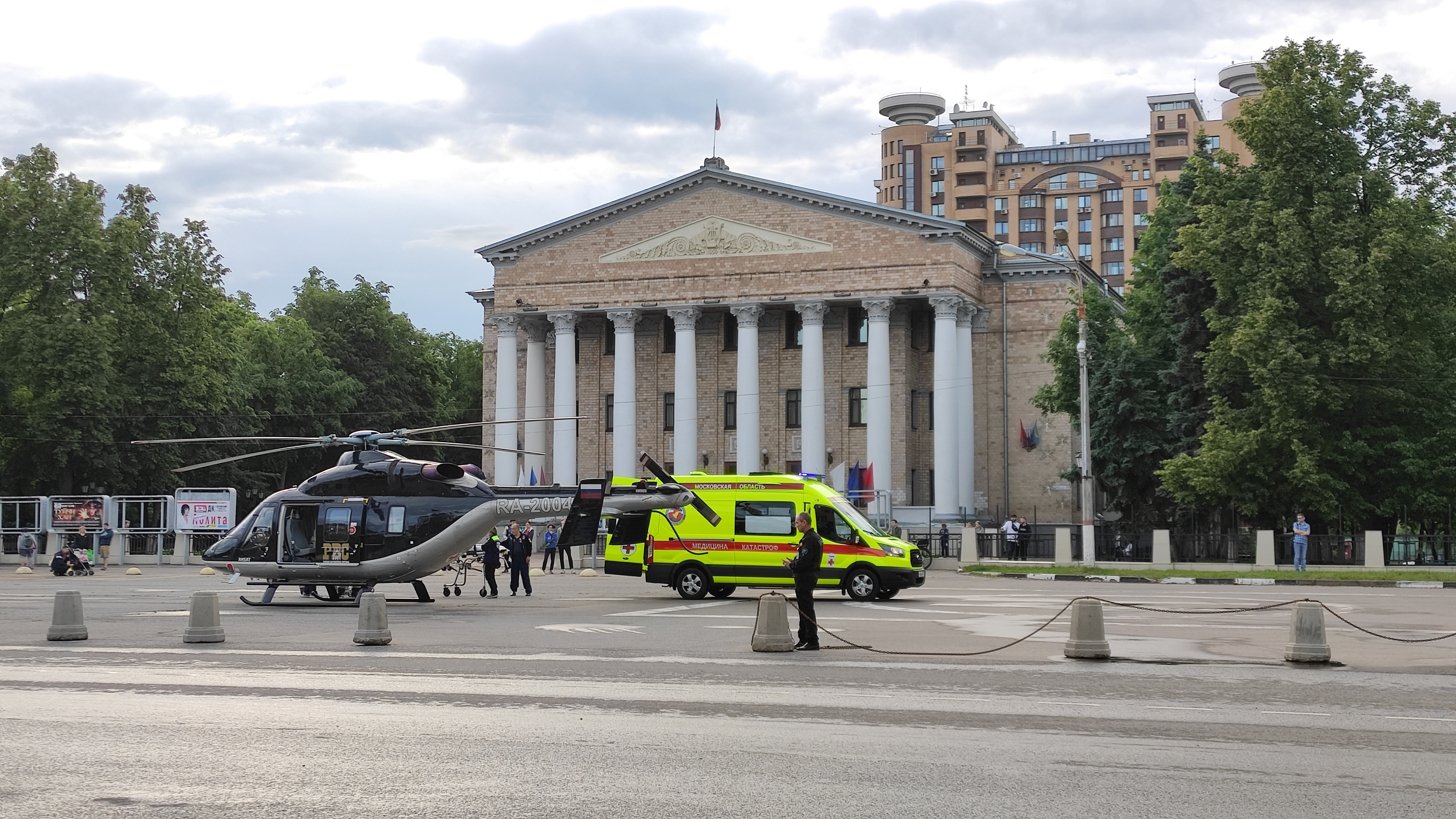
Вертолётная площадка на площади Ленина в г. Жуковском (вертолёт Ансат привёз больного в Жуковскую ГКБ)

В Территориальном центре медицины катастроф Московской области имеется отдел санитарной авиации. Два вертолёта Eurocopter Bo-105 (находятся в собственности ФГУАП МЧС России). Врачи-реаниматологи — сотрудники ТЦМК Московской области. Базируется на аэродроме «Раменское», площадка для дежурства — больница города Клин. Отдел работает в ограниченном режиме из-за общих для всей санитарной авиации в России проблем. Вертолёт изредка вылетает на крупные ДТП на трассе М-10 «Москва — Санкт-Петербург», а также периодически эвакуирует детей с травмами из муниципальных больниц Московской области в Детскую городскую клиническую больницу № 9 им. Г. Н. Сперанского г. Москвы.
В центре города Жуковский на площади Ленина (по соседству с Жуковской городской клинической больницей) организована и достаточно активно используется вертолётная площадка для транспортирования тяжёлых больных и травмированных.

##### В Санкт-Петербурге и Ленинградской области
В 2013 году в Санкт-Петербурге на базе вертолетного центра HeliDrive создана служба санитарной авиации МЕДСПАС. Компания работает в формате частно-государственного партнерства. Аэромедицинские бригады выполняют вылеты на ДТП на кольцевую автомобильную дорогу Санкт-Петербурга и автотрассы Ленобласти, осуществляют поисково-спасательные операции, а также транспортируют пациентов из 18 областных больниц в Санкт-Петербург. Кроме того, компания МЕДСПАС осуществляет коммерческие воздушные перевозки пациентов любого профиля.
Для санавиации также предназначен аэродром Ржевка.
Межведомственная научно-практическая конференция по санитарной авиации
С 2012 года в России, в рамках международной выставки вертолетной индустрии HeliRussia, проводится межведомственная научно-практическая конференция «Санитарная авиация России и медицинская эвакуация».

### В других странах

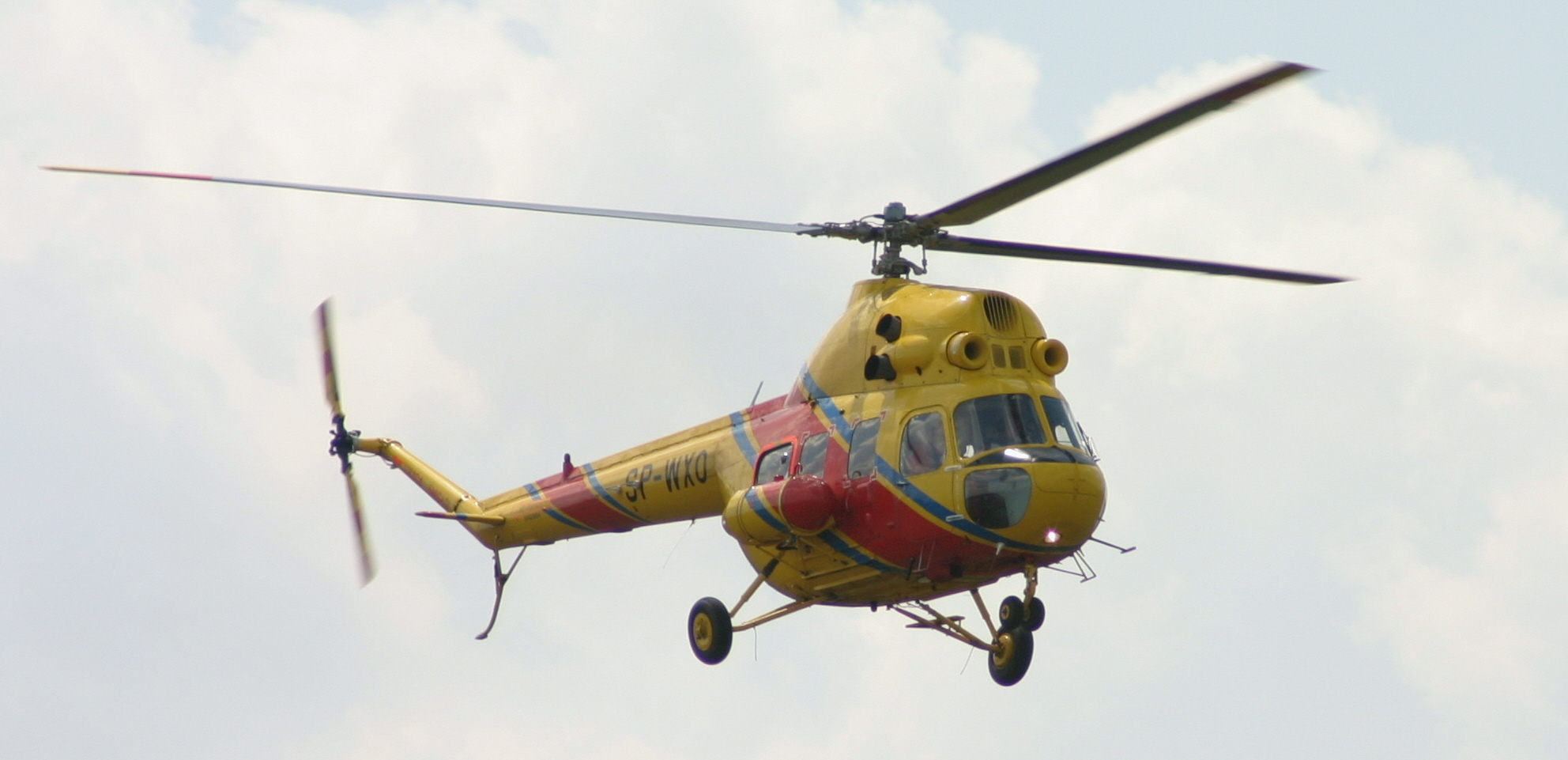
Ми-2 польской Lotnicze Pogotowie Ratunkowe

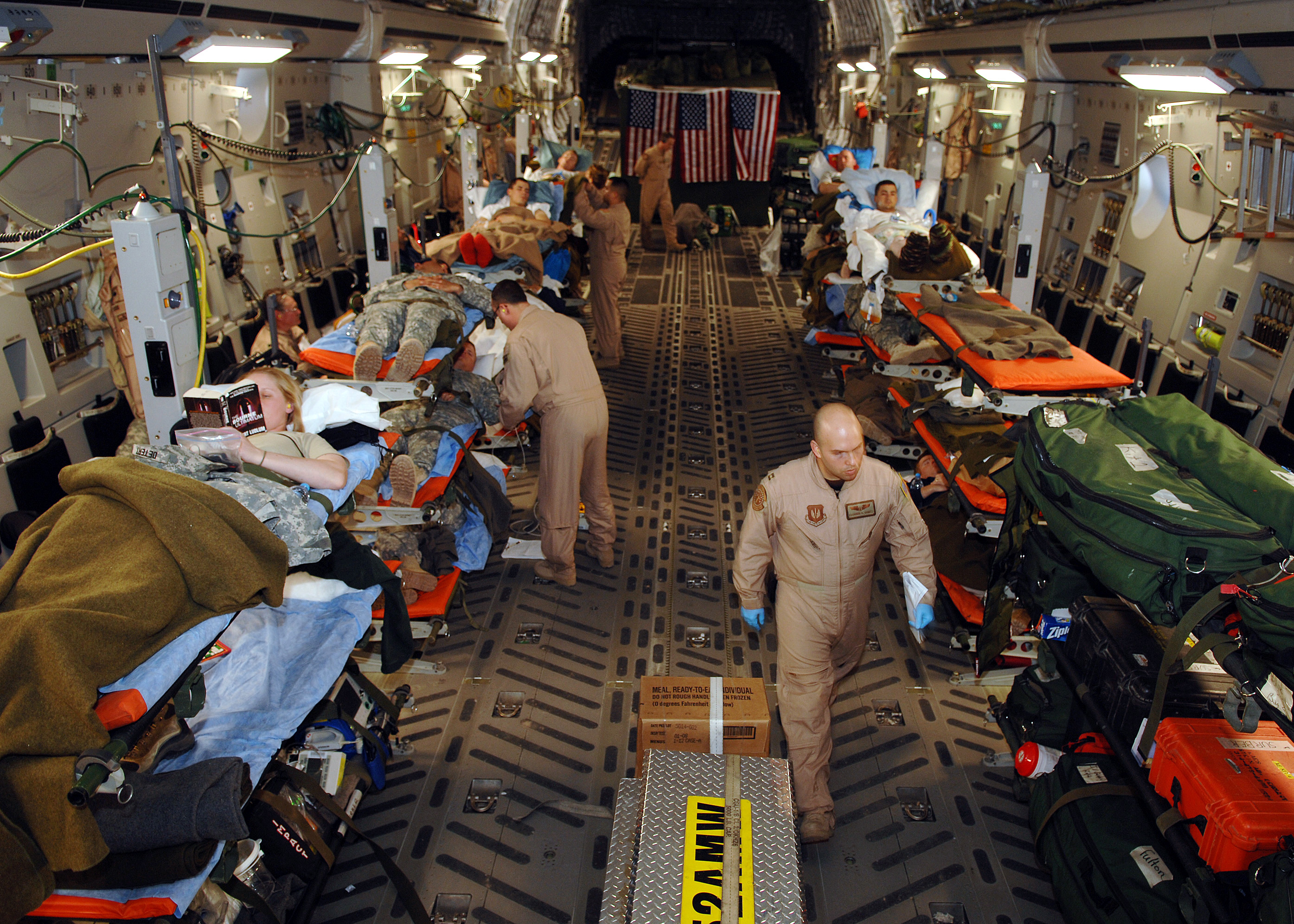
Военно-транспортный самолёт C-17 Globemaster III ВВС США оборудованный для медицинской эвакуации раненых и больных. Ирак, 2007 год

В США и в странах Европы медицинская эвакуация на вертолётах финансируется с помощью благотворительных взносов. При этом большая часть медицинских рейсов на вертолётах в США, Европе, Австралии и в других странах выполняется на коммерческой основе, однако стоимость экстренной эвакуации обычно покрывается стандартным полисом медицинского страхования. За плановый же полёт, например, за транспортировку из одной клиники в другую, пациентам обычно приходится платить самостоятельно. 

#### Европа
В Швейцарии санитарная авиация сконцентрирована в некоммерческой компании Schweizerische Rettungsflugwacht. Компания создана в 1952 году. Базовый аэропорт Цюрих, также используются Женева, Молисс, Цвайзиммен.
В Украине за период 2019-2022 должна сформироваться группа из 55 вертолётов разного назначения: как пожарных, так и медицинских. На начало 2021 уже действует одна бригада во Львове по западному региону и одна в Киеве. Также принято в эксплуатацию 10 пожарных вертолётов. За 2021 должно поступить ещё 22. 
В западных районах Шотландии действует служба Emergency Medical Retrieval Service в распоряжении которой находятся самолёты и вертолёты.
В малонаселённых районах Австралийского Союза предоставлением медицинской помощи занимается некоммерческая компания Royal Flying Doctor Service of Australia, созданная в 1928 году. Финансируется компания федеральным правительством.
В Германии автомобильный клуб ADAC имеет в своем составе подразделение воздушного спасения численностью 180 сотрудников, которое использует стационированный на 35 площадках парк из 49 вертолётов EC135 для эвакуации пострадавших в ДТП. Также это подразделение клуба предоставляет услуги по авиатранпортировке больных самолётами DO 328—300 Jet, King Air A350, Learjet. С сентября 1969 года действует служба DRF Luftrettung (она же Deutsche Rettungsflugwacht).
В Польше задачи санитарной авиации выполняет служба Lotnicze Pogotowie Ratunkowe. Используются вертолёты Ми-2 (до 2011 г.), Agusta A.109 (до 2009 г.), EC135, H135 P3, Robinson R44 (учебно-тренировочные ) и самолёты Piaggio P.180 Avanti.
В Словакии задачи санитарной авиации выполняет компания Air — Transport Europe, использующая вертолёты Agusta A.109, Bell 429 и EC135.
В Австрии, Германии и Польше медицинские вертолёты использует Йоханнитер-скорая-помощь. В Норвегии авиатранспортировка больных осуществляется самолётами King Air B200 и медицинскими вертолётами Agusta AW139.

#### За пределами Европы
В Японии специально оборудованные медицинские вертолёты «Доктор Хэли» («Doctor Heli») помогают максимально быстро доставлять пациентов в клинику Сэйрэй Хамамацу.
В США действуют множество компаний и служб, предоставляющих подобную помощь пострадавшим в результате происшествий. Крупнейшей из этих компаний является Air Evac Lifeteam.

## Преимущества и недостатки
Преимущества — высокая скорость прибытия на место происшествия и транспортировки больных и пострадавших в стационар. Большинство пострадавших в чрезвычайных ситуациях, которые не дожили до прибытия спасателей или скончались в машине Скорой Помощи по дороге в больницу — погибают в результате продолжающегося внутреннего кровотечения. Единственный способ спасти больного — скорейшая доставка в операционную. Санитарная авиация решает эту проблему.
Например, в июне 2010 года при пожаре в одной из труднодоступных деревень в отдаленном конце Московской области — пострадал пожарный. Произошел взрыв восьми газовых баллонов. Пожарный получил тяжёлую скелетную травму и множественные проникающие осколочные ранения грудной клетки и брюшной полости. Сотрудникам ТЦМК Московской области, работавшим на месте ЧС и дежурному старшему врачу оперотдела ЦЭМП (его главная заслуга) — с трудом (ФСО не давала разрешения на взлёт), удалось организовать вызов вертолёта МАЦ с бригадой ЦЭМП. Пожарный за 17 минут был доставлен в НИИСП им. Склифосовского и был спасён, в 2012 году вернулся на службу. При транспортировке автомобильным транспортом пострадавший гарантированно бы погиб (один только выезд из деревни на трассу занял бы очень много времени) и в сельской районной больнице не смогли бы оказать адекватную помощь (нет оборудования и врачей такого уровня, как в «Склифе», необходимых в данной ситуации).
Недостатки — очень высокая стоимость летательных аппаратов, их эксплуатации и обслуживания. Высокая стоимость авиационного топлива. Для работы нужны высококвалифицированные сотрудники со специальной подготовкой. Необходимо строительство соответствующей инфраструктуры, организация диспетчерского сопровождения полетов, решение бюрократических и организационных проблем.